# Illies
Illies – miejscowość i gmina we Francji, w regionie Hauts-de-France, w departamencie Nord.
Według danych na rok 1990 gminę zamieszkiwały 1194 osoby, a gęstość zaludnienia wynosiła 151 osób/km² (wśród 1549 gmin regionu Nord-Pas-de-Calais Illies plasuje się na 507. miejscu pod względem liczby ludności, natomiast pod względem powierzchni na miejscu 454.).